# Мурга, Андрей Юрьевич
Андрей Юрьевич Мурга (род. 7 октября 1969, Ставрополь) — российский политик.
Заместитель председателя Правительства Ставропольского края с 27 сентября 2013 по 19 марта 2018.
7 июня 2019 года объявлен в международный розыск по делу о мошенничестве. На данный момент скрывается от органов следствия.
1 мая 2020 года задержан Гражданской гвардией Испании в городе Аликанте.

## Биография
Андрей Мурга родился 7 октября 1969 года в Ставрополе. Окончил среднюю школу № 23.
В 1987—1991 годах учился в Ставропольском высшем авиационном училище летчиков и штурманов имени маршала авиации Судца.
В 1991—1992 годах служил в армии.
В 1992 году вернулся в Ставрополь.
В 1993 году открыл собственное предприятие «Норд-Сервис».
В 2000 году прошёл обучение по президентской программе «Подготовка кадров для народного хозяйства» по специальности «Менеджер». В декабре 2006 года защитил кандидатскую диссертацию по экономике.
В 2007 году избран депутатом Думы Ставропольского края.
4 марта 2010 года возглавил Торгово-промышленную палату Ставропольского края.
В декабре 2011 года избран депутатом Государственной думы РФ, член фракции «Единая Россия».
В марте 2012 года на внеочередной конференции члены Торгово-промышленной палаты Ставропольского края выбрали в президенты замминистра экономразвития Ставрополья Евгения Бондаренко, однако Мурга через суд добился своего восстановления в должности.
С 2013 по 2018 год являлся заместителем председателя Правительства Ставропольского края.
19 марта 2018 года покинул пост вице-премьера Правительства Ставропольского края.

### Семья
Андрей Мурга женат, в его семье четверо детей. По информации газеты «Открытая», жена зампреда края управляет рестораном «Veranda Italiana» и консалтинговой компанией «Елисеевская».

## Награды
- Благодарственное письмо Президента Российской Федерации;
- Медаль «За заслуги перед Ставропольским краем».